# Сушево (Болгария)
Сушево (болг. Сушево) — село в Болгарии. Находится в Разградской области, входит в общину Завет. Население составляет 677 человек.

## Политическая ситуация
В местном кметстве Сушево, в состав которого входит Сушево, должность кмета (старосты) исполняет Атике Махмуд Ешреф (Движение за права и свободы (ДПС)) по результатам выборов правления кметства.
Кмет (мэр) общины Завет — Ахтер Сюлейманов Велиев (ДПС) по результатам выборов в правление общины.